# Bosc del Rossinyol
El Bosc del Rossinyol és un bosc de la comarca del Moianès situat en el terme municipal de Monistrol de Calders.
Està situat al nord-oest de la masia del Rossinyol, a la qual pertany, en el vessant sud-occidental del Puig del Rossinyol, a la dreta del torrent de la Cucalera. Des d'aquest lloc, en l'actualitat el bosc del Rossinyol s'estén més cap a ponent: travessa la Cucalera, ocupa una part de les Costes de Mussarra i també del sector sud del Serrat de Mussarra.
Una part important del sector més a llevant del bosc del Rossinyol sucumbí en el gran incendi forestal del 2003.